# Kaapse gors
De Kaapse gors (Emberiza capensis) is een zangvogel uit de familie van de gorzen (Emberizidae).

## Verspreiding en leefgebied
Deze soort komt voor in zuidelijk Afrika en telt tien ondersoorten:
- E. c. nebularum: oostelijk Zambia, zuidelijk Malawi en noordelijk Mozambique.
- E. c. bradfieldi: noordelijk en centraal Namibië.
- E. c. smithersii: oostelijk Zimbabwe en het westelijke deel van Centraal-Mozambique.
- E. c. plowesi: noordoostelijk Botswana en zuidelijk Zimbabwe.
- E. c. limpopoensis: van zuidoostelijk Botswana tot Noordwest en Limpopo.
- E. c. reidi: het oostelijke deel van Centraal-Zuid-Afrika, westelijk Swaziland en noordelijk Lesotho.
- E. c. basutoensis: centraal Lesotho en oostelijk Zuid-Afrika.
- E. c. cinnamomea: centraal Zuid-Afrika.
- E. c. vinacea: noordoostelijke Noord-Kaap.
- E. c. capensis: van zuidelijk Namibië tot zuidwestelijk Zuid-Afrika.
- E. c. vincenti (Vincents gors): van Centraal-Malawi tot noordelijk Mozambique en oostelijk Zambia.